# إيميل فورد
إيميل فورد (بالإنجليزية: Emile Ford)‏ هو مغني بريطاني، ولد في 16 أكتوبر 1937 في كاستريس في سانت لوسيا، وتوفي في 11 أبريل 2016 في لندن في المملكة المتحدة.

## وصلات خارجية
- إيميل فورد على موقع IMDb (الإنجليزية)
- إيميل فورد على موقع ميوزك برينز (الإنجليزية)
- إيميل فورد على موقع ديسكوغز (الإنجليزية)